# تووو دی سانت‌آگاتا
تووو دی سانت‌آگاتا (به ایتالیایی: Tovo di Sant'Agata) یک کومونه در ایتالیا است که در استان سوندریو واقع شده‌است. تووو دی سانت‌آگاتا ۱۱٫۰ کیلومتر مربع مساحت و ۵۷۷ نفر جمعیت دارد.